# Ulica 3 Maja w Sosnowcu

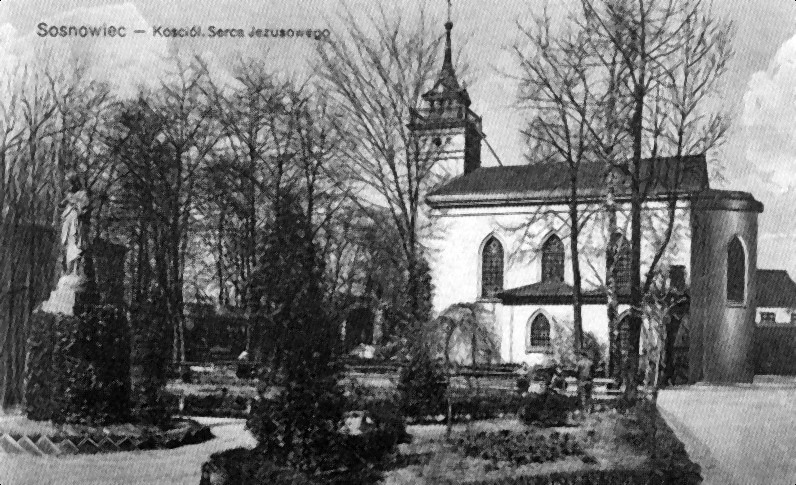
Pocztówka z 1921 r. przedstawiająca kościół Najświętszego Serca Pana Jezusa.

Ulica 3 Maja w Sosnowcu − główna arteria komunikacyjna łącząca dzielnice Śródmieście, Sielec, Środula i Zagórze. Rozciąga się od skrzyżowania z ulicami Józefa Piłsudskiego i Dęblińską na  Rondzie Praw Kobiet do bezkolizyjnego skrzyżowania z aleją Zagłębia Dąbrowskiego w Sosnowcu. Na całej długości ulica posiada po dwa pasy w każdym kierunku. W 1928 r. na ulicy 3 Maja pojawiły się pierwsze tramwaje kursujące do Będzina. Do lat 70. XX wieku ulica kończyła swój bieg, skręcając na wysokości Huty im. M. Buczka w ulicę Nowopogońską. Od 2018 r. na obu jezdniach istnieją wydzielone wyłącznie dla ruchu komunikacji miejskiej buspasy.

## Nazwa
W spisie ulic z 1904 r. pojawiła się pod nazwą Główna, a potem występuje jako Kolejowa. W 1916 r., dla upamiętnienia 125. rocznicy uchwalenia Konstytucji 3 Maja, przemianowano ulicę na 3 Maja. W trakcie okupacji niemieckiej w czasie I i II wojny światowej ulicę przemianowano na Hauptstrasse (ul. Główna), a w 1945 r. nadano jej powrotnie nazwę 3 Maja. 20 maja 1953 r. nazwę ulicy przemianowano na Stalinogrodzką, jednak już 30 października 1956 r. otrzymała nazwę Czerwonego Zagłębia. Do historycznej nazwy - 3 Maja powrócono 28 lutego 1990 r..

## Obiekty
Przy ulicy 3 Maja zlokalizowane są historyczne obiekty, wpisane do rejestru zabytków:
- historyczny zespół kościelny (ul. 3 Maja 20), pochodzący z drugiej połowy XIX wieku (nr rej.: A/1624/97 z 11 kwietnia 1997 r.), obejmujący:
  - kościół Najświętszego Serca Pana Jezusa (zwany kolejowym), wybudowany w 1862 r.,
  - kaplicę Grobu Chrystusa,
  - kaplicę Bożego Narodzenia,
  - grotę Matki Boskiej z Lourdes,
  - teren przykościelny (park);
- budynek dworca Sosnowiec Główny, należący niegdyś do Kolei Warszawsko-Wiedeńskiej przy ulicy 3 Maja 16, wzniesiony w 1859 r. i przebudowany w 1915 r. (nr rej.: A/15/99 z 30 kwietnia 1999 r.).
- Poczta Główna — budynek główny Poczty Polskiej w Sosnowcu

Przy ulicy istnieją też historyczne zabudowania osiedla patronackiego ufundowanego przez Heinricha Dietla, z początku XX wieku (ul. 3 Maja 42, 44, 46).
Przy ulicy znajdują się:
- nr 1: dawny Dom Towarowy „Plaster Miodu”
- nr 14: dawny Dom Towarowy „Sezam” (1967)[11]
- nr 16: dworzec kolejowy Sosnowiec Główny
- nr 20a: Kościół Najświętszego Serca Pana Jezusa (zwany „Kościółkiem Kolejowym”)
- plac Stulecia, tzw. „Patelnia”
- nr 20: budynek Urzędu Skarbowego w Sosnowcu
- nr 24: budynek główny Poczty Polskiej w Sosnowcu, dawny budynek Poczty Głównej (1931)
- nr 26: gmach byłej Izby Przemysłowo-Handlowej i Komitetu Miejskiego PZPR w Sosnowcu (1936)
- nr 33: Urząd Miasta w Sosnowcu w budynku dawnego Szpitala Miejskiego nr 2, dawny budynek Powiatowej Kasy Chorych  (1932)
- Park Sielecki – zabytkowy park zamkowy
- nr 41: pływalnia letnia i siłownia plenerowa MOSiR
- dzielnica Środula
- nr 51: Park Środula ze stokiem narciarskim
- dzielnica Zagórze